# Doctoresse
Doctoresse war eine französische Automarke.

## Unternehmensgeschichte
Das Unternehmen Société Française d'Automobiles (Système Gaillardet) aus Paris begann 1899 mit der Produktion von Automobilen, die als Doctoresse vermarktet wurden. 1902 endete die Produktion.

## Fahrzeuge
Angeboten wurden die Modelle 6 CV und 12 CV. Sie verfügten über Zweizylindermotoren, die vorne im Fahrzeug montiert waren und über Ketten die Hinterachse antrieben. Entwickelt wurden die Fahrzeuge bei Gaillardet.